# Grochowalsk (gromada)
Grochowalsk – dawna gromada, czyli najmniejsza jednostka podziału terytorialnego Polskiej Rzeczypospolitej Ludowej w latach 1954–1972.
Gromady, z gromadzkimi radami narodowymi (GRN) jako organami władzy najniższego stopnia na wsi, funkcjonowały od reformy reorganizującej administrację wiejską przeprowadzonej jesienią 1954 do momentu ich zniesienia z dniem 1 stycznia 1973, tym samym wypierając organizację gminną w latach 1954–1972.
Gromadę Grochowalsk z siedzibą GRN w Grochowalsku utworzono – jako jedną z 8759 gromad na obszarze Polski – w powiecie lipnowskim w woj. bydgoskim, na mocy uchwały nr 24/8 WRN w Bydgoszczy z dnia 5 października 1954. W skład jednostki weszły obszary dotychczasowych gromad Grochowalsk, Glewo, Kisielewo, Krępa, Krojczyn (bez kolonii Podlasie), Szpiegowo i Tulibowo ze zniesionej gminy Zaduszniki w tymże powiecie. Dla gromady ustalono 23 członków gromadzkiej rady narodowej.
31 grudnia 1959 do gromady Grochowalsk włączono wsie Główczyn, Dyblin i Stróżewo oraz miejscowość Gołyszewy ze znoszonej gromady Dyblin w tymże powiecie.
1 stycznia 1969 do gromady Grochowalsk włączono sołectwa Oleszno, Złowody i Zaduszniki ze zniesionej gromady Zaduszniki w tymże powiecie.
1 stycznia 1970 z gromady Grochowalsk (retroaktywnie) wyłączono (a) przysiółek Gołąbki o ogólnej powierzchni 110 ha, włączając je do gromady Łochocin oraz (b) kolonię Rumunki Oleszno o ogólnej powierzchni 125 ha, włączając je do gromady Wielgie w tymże powiecie.
Gromada przetrwała do końca 1972 roku, czyli do kolejnej reformy gminnej.